# Thecla ducalis
Thecla ducalis är en fjärilsart som beskrevs av John Obadiah Westwood 1851. Thecla ducalis ingår i släktet Thecla och familjen juvelvingar. Inga underarter finns listade i Catalogue of Life.